# Nehalennia pallidula
Nehalennia pallidula är en trollsländeart som beskrevs av Philip Powell Calvert 1913. Nehalennia pallidula ingår i släktet Nehalennia och familjen dammflicksländor. IUCN kategoriserar arten globalt som nära hotad. Inga underarter finns listade i Catalogue of Life.